# Cantón de Flogny-la-Chapelle
El cantón de Flogny-la-Chapelle era una división administrativa francesa, que estaba situada en el departamento de Yonne y la región de Borgoña.

## Composición
El cantón estaba formado por catorce comunas:
- Bernouil
- Beugnon
- Butteaux
- Carisey
- Dyé
- Flogny-la-Chapelle
- Lasson
- Neuvy-Sautour
- Percey
- Roffey
- Sormery
- Soumaintrain
- Tronchoy
- Villiers-Vineux

## Supresión del cantón de Flogny-la-Chapelle
En aplicación del Decreto n.º 2014-156 de 13 de febrero de 2014, el cantón de Flogny-la-Chapelle fue suprimido el 22 de marzo de 2015 y sus 14 comunas pasaron a formar parte; ocho del nuevo cantón de Saint-Florentin, cinco del nuevo cantón de Tonnerrois y una del nuevo cantón de Chablis.